# حامول أحمر
حامول أحمر (الاسم العلمي:Cuscuta rubella) هو نوع من النباتات يتبع جنس الحامول من الفصيلة المحمودية.